# Kristofer Åström

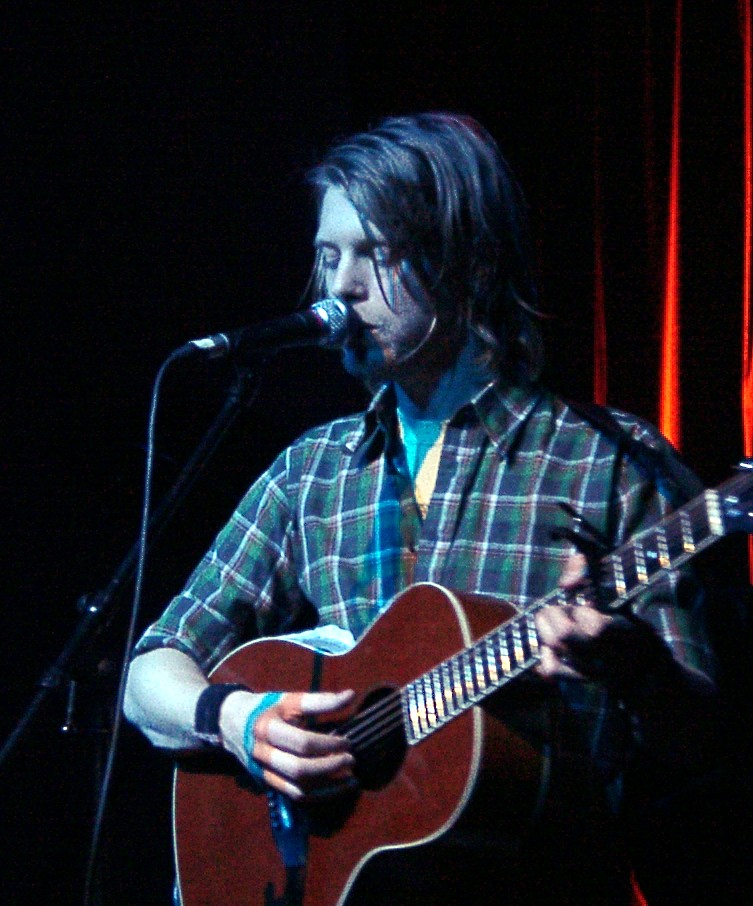
Kristofer Åström (2007)

Kristofer Åström (* 9. Oktober 1974 in Luleå) ist ein schwedischer Singer-Songwriter. Er ist neben seinen umfangreichen Projekten als Solokünstler auch Frontmann der Rockband Fireside.
Seit einiger Zeit auch Mitglied bei Easy October, zusammen mit Kristoffer Hedberg und Johan Håkansson (A Camp, The Soundtrack of Our Lives).

## Diskografie

### Alben & EPs
- 1998 – Go, Went, Gone
- 2001 – Leaving Songs
- 2001 – Northern Blues
- 2003 – Dead End EP
- 2003 – Plastered Confessions
- 2004 – There For EP
- 2004 – Loupita
- 2005 – So Much For Staying Alive
- 2005 – The Thorskogs Sessions
- 2006 – Black Valley EP
- 2007 – RainawayTown
- 2009 – Sinkadus
- 2009 – When Her Eyes Turn Blue
- 2012 – From Eagle To Sparrow
- 2013 – An Introduction to[2]
- 2014 – Sweethearts Before the Fall (Easy October)

### Kompilationen
- 2002 – We love you (Tribute to the Rolling Stones) (Lied She smiled sweetly)
- 2003 – Startracks (Lied 8 Long Years)
- 2004 – Picknick (Lieder Idiot talk und Cardiac)
- 2004 – Money talks – A tribute to bear Quartet (Lied Twinreceiver)
- 2006 – If We Were Oceans (Lieder She Came With a Friend of Mine und Just Like Me)
- 2006 – Oh no it's Christmas Vol 1 (Lied I saw mummy kissing Santa Claus)
- 2007 – Poem, Ballader och lite Blues (Lied Blues För Inga-Maj)
- 2007 – Påtalåtar – Hyllning till Ola Magnell (Lied Vällingklockan mit Ronny Eriksson)

### Singles
- 1999 – Poor Young Man's Heart
- 2002 – Connected
- 2004 – The Wild
- 2005 – The Good You Bring/Walpurgis Night
- 2007 – Just A Little Insane